# Allium condensatum
Allium condensatum är en amaryllisväxtart som beskrevs av Porphir Kiril Nicolai Stepanowitsch Turczaninow. Allium condensatum ingår i släktet lökar, och familjen amaryllisväxter. Inga underarter finns listade i Catalogue of Life.